# Karata
Karata (in russo Карата?; in lingua avara: КӀкӀаратӀа) è un villaggio della Russia situato nel Daghestan. Appartiene al rajon Achvachskij di cui è il centro amministrativo.
Il villaggio si trova a 170 km a sud-ovest della città di Machačkala.